# 辣台妹
〈辣台妹HOT CHICK〉是台灣嘻哈團體頑童MJ116的歌曲，收錄於2017年11月16日推出的專輯《幹大事BIG THING》中。歌詞以台灣酒店文化和夜生活為背景，描述台妹的生活風情。這首歌被另一位饒舌歌手大支改編之後，衍生出政治涵義，被用來指稱时任中华民国总统蔡英文及其他台派人士在宣揚台灣主體意識時的形象，並衍生出「辣台派」等政治術語。

## 原作與改編
頑童MJ116在2017年11月16日推出專輯《幹大事BIG THING》，〈辣台妹HOT CHICK〉是該專輯的第二首主打歌，在YouTube的2018年度熱門音樂影片排行榜中，該曲是第三受歡迎的華語歌曲，有超過2000萬點閱。藝人陳建州、邱勝翊也都表示了對這首歌的喜愛。2018年7月2日，網路名人蕭志瑋將歌曲改編為《辣台菜》，歌詞響應時下台灣青年生活的無奈，推出後頗受佳評。

## 政治涵義
2019年1月2日，時值中華人民共和國在1979年1月1日發布《告台灣同胞書》的四十周年，時任中共中央總書記習近平出席紀念儀式並發表談話，宣誓兩岸和平統一、一國兩制的方針。對此，時任中華民國總統蔡英文表示台灣人民絕不會接受一國兩制，並表現出堅持維護台灣主權的態度，此言論在Facebook等社群網站上引發熱烈討論。
對於蔡英文的回應，饒舌歌手大支改編了〈辣台妹〉一曲，表面上聲稱這是愛情小品歌曲，但歌詞中指出臺灣面臨的困境，並稱讚蔡英文的應對，這首〈辣台妹〉的詞曲都與頑童MJ116的〈辣台妹〉大有不同，之後便有媒體及網友以「辣台妹」稱呼蔡英文。蔡英文起初不知其涵義，在聽過大支的歌曲後理解其內容，表示「辣台妹之所以辣，是在於有自己的態度跟立場」，並指出「若台灣有需要時，我們都是辣台派」，就此建立出辣台妹與辣台派的形象，蔡英文的總統滿意度也上升。這種形象一直延續到2019年的年中，即隔年中華民國總統選舉的民進黨黨內總統初選時期，被認為是蔡英文贏得初選的因素之一。在此之後，蔡英文的競選團隊於社群網站上努力扭轉她過去被認為不夠親民的「大小姐」形象，並串聯網路名人打造出網路社群上的「辣台派」，蔡英文在競選期間的行動直播車也取名為「辣台號」，之後蔡英文於2020年中華民國總統選舉中取得超過800萬票勝選連任，被認為與這樣的形象有關。
在蔡英文勝選連任總統後，日本《產經新聞》對此進行報導，並將「辣台妹」譯為「唐辛子娘」，意思是「辣椒女」，用以稱呼如同辣椒般好勝的女性。